# Det danske køkken
Det danske køkken betegner bl.a. mad, madlavning, madkultur og kogekunst i Danmark. Grundlaget for maden er de fødevarer, der lader sig fange, samle eller dyrke i landet. Naturlige og klimatiske forhold i Danmark giver disse levnedsmider deres præg. Desuden påvirkes madlavningen af den landbrugmæssige, samfundsmæssige og tekniske udvikling, hvilket gør det nødvendigt af skelne mellem historisk og nutidig madkultur. Ikke mindst har international kulturudveksling, fødevareimport og -eksport ændret madvanerne i Danmark gennem tiden.
Det danske køkken er bl.a. kendt for rugbrød, smørrebrød, frikadeller, wienerbrød og i de seneste årtier også det nye nordiske køkken.

## Danske bidrag til verdensgastronomien
Som selvstændige danske bidrag til verdensgastronomien nævner madhistorikeren Else-Marie Boyhus:
| „ | det danske smørrebrød, wienerbrød og kransekage. Endvidere den bagte æblekage med smørstegt rasp og syltetøj samt retter som kogt torsk med det hele ... stegt and, gås eller flæskesteg med æbler, svesker, brunede kartofler, rødkål og brun sauce. | “ |
|   | — Else-Marie Boyhus 1998 |   |

Det er dog uvist, hvor kendte disse retter er uden for Danmark, hvor der knap nok findes danske restauranter. Derimod er Danmark over store dele af verden kendt for fødevareprodukter af høj kvalitet: En undersøgelse fra 2006 bestilt af Landbrugsraadet har vist, at Danmark er kendt for høj kvalitet af sine fødevareprodukter og for produkter som bacon, øl, mejeriprodukter, fisk- og skaldyr, småkager og slik. I nabolandene Tyskland og Sverige er Danmark ifølge denne undersøgende kendt for "god mad" og hygge omkring måltidet.

## Mad og spisemønstre i dag

### Måltider til hverdag
Danskernes mest almindelige måltidsmønster består af tre hovedmåltider morgenmad, middagsmad og aftensmad med to mellemmåltider. Aftensmaden er for de fleste det største og vigtigste måltid. De fleste danskere spiser et koldt måltid midt på dagen og varmt om aftenen. I Norge er der et lignende mønster, mens der i Sverige og Finland normalt spises varm mad midt på dagen.
Morgenmaden spises typisk hjemme og består hyppigst (68%) af brød med smør/margarine og syltetøj/ost og sjældnere (16%) af mælkeprodukter med müsli, havregryn, cornflakes eller lignende (1997-tal fra undersøgelsen En matdag i Norden). Til hverdag spiser 8% wienerbrød eller lignende, men andelen stiger til 25% om søndagen. Det er ifølge undersøgelsen et unikt danskt træk i Norden. Grød til morgenmad spises kun af 3%.
Middagsmaden spises til hverdag typisk i middagspausen på arbejdspladsen eller uddannelsesinstitutionen. Den kan være medbragt i en madpakke og fx bestå af smurte rugbrødsmadder med forskelligt pålæg. Alternativer er kantineordninger eller fastfood-tilbud som burger, kebab eller hotdog. Festudgaven af dette måltid, det store kolde bord, er karakteristisk for julefrokosterne og påskefrokosten.
Aftensmaden er det største og vigtigste måltid og spises typisk omkring kl. 18-19. Det er socialt vigtigt, og de fleste familier stræber efter at spise sammen og lave mad selv: Hele 82% af familierne/husstandene samles om middagsbordet mindst fem gange om ugen (2002). Tendensen til at fokusere på det enkelte individs behov er med til at skabe opfattelsen af, at det fælles måltid er under nedbrydning. Men danskerne spiser flere fælles måltider om dagen (1997: 2,6) end f.eks. svenskere (2,0) og nordmænd (2,1), og der er ikke noget, der tyder på, at de fælles måltider bliver færre. Aftensmaden serveres varm og består til hverdag normalt kun af én ret, der kan være traditionelt inspireret, men ofte er udenlandsk inspirerede retter som pasta, pizza og ris- og nudelretter.

### Måltider til højtider og festlige lejligheder
FastelavnFastelavnssøndag (50 dage før påske) var en folkelig fest med optog og løjer. Den følges af hvide tirsdag og askeonsdag, der indtil afskaffelsen af fastepligten ved reformationen i 1536 indledte de 40 dages påskefaste. Helt op i 1800-tallet havde fasten stadig præg af bods- og andagtstid. På hvide tirsdag spiste man hvid mad, som lyst brød/boller, der endnu var sjældent og kostbart, mælk og spæk. Fastelavnsbollen var hvid mad. Den stammer fra Tyskland i 1500/1600-tallet og var et lille rundt stykke bagværk af hvededej. Bollemælk, boller blødt ud i mælk, var én måde at spise dem på. Først senere begyndte bagerne at fylde bollerne med syltetøj. Bagernes populære og moderniserede fastelavnsbolle af wienerbrødsdej med glasur og fyld af syltetøj, flødeskum og/eller creme blev opfundet i 1800-tallet.
PåskeSkærtorsdagssøbe (nikålssuppe), langfredagsgrød (rugmelsgrød), skidne æg, lammesteg, påskefrokost med påskebryg.
Aftenen før store bededagSiden midten af 1800-tallet, måske før, er der tradition for at spise varme hvedetvebakker (varme hveder) aftenen før store bededag. Hveder er tvebakker (bagt to gange): dvs. boller, der efter halvering er blevet tørret eller ristet. Bollerne er typisk bagt af en gærdej med æg og sukker. Traditionen skyldes en kongelig forordning fra 1686, der forbød arbejde på selve bededagen. Derfor bagte bagerne aftenen før, så borgerne kunne spise (evt. genopvarme) tvebakkerne på selve bededagen.
Mortensaften 10. novemberTraditionelt spises gåsesteg – mortensgås – aftenen før mortensdag for at straffe gæssenes afsløring af den ydmyge Sankt Morten, der gemte sig i en gåsesti for at undgå at blive udnævnt til biskop. Gåsestegen er for de fleste erstattet af andesteg. Omtrent en fjerdedel af de danske husstande spiser andesteg denne aften.
Juleaften 24. decemberJulemiddagen er måske det mest traditionsbelagte måltid. 36 % af danskerne spiser flæskesteg og fjerkræ, 35 % and alene, 9 % flæskesteg alene og 6 % gås alene. Tilbehøret er brunede kartofler, kogte kartofler, rødkål og brun sovs. Til dessert spiser omtrent 85 % risalamande med kirsebærsauce og mandel.
Nytårsaften 31. decemberKogt torsk har siden 1700- eller 1800-tallet været en tradition til nytår. Selv om kun få procent af danskerne nu til dags spiser torsk denne aften, må den alligevel regnes som en vigtig nationalret, der traditionelt koges (eller ovnsteges) med laurbærblade og peberkorn og serveres med hvide kartofler og tilbehør som sennepssovs eller smørsovs, stegte baconterninger, hakket persille, hakkede hårdkogte æg, syltede rødbeder i tern, hakkede rå løg og reven peberrod. Der serveres gerne 4-6 slags tilbehør, og følgende muligheder findes også: kapers, tern af røget spæk, tern af rå peberfrugt, asie, agurk, torskerogn, tern af kogt lever, dild, citronbåde, kogte gulerødder i tern, pickles og fiskesennep.
I Sønderjylland er den foretrukne nytårsmenu grønlangkål. - Det blev i løbet af 1900-tallet skik at skåle i champagne og spise kransekage klokken 24.

### Retter og fødevarer med særligt dansk præg
Den danske madtradition har gennem tiderne været meget åben for udenlandsk inspiration, og i dag har den svært ved at præstere en selvstændig, sammenhængende og egentlig dansk gastronomi. Sådan et køkken har ifølge madhistorikeren Else-Marie Boyhus eksisteret omkring 1880-1910, nemlig i tiden under og efter nationalstatens dannelse og industrialisering. Mange madretter fra denne tid kendes i dag omend ofte i forenklede og forfladigede udgaver. Til borgerlige madretter, der er opstået i denne tid, men stadig er kendte, hører bl.a.:
- Det pyntede festsmørrebrød der er internationalt kendt
- Rygeost (den eneste helt originale danske ost)
- Det store kolde bord[25]
- Wienerbrød (fra 1840[26])
- Bagt æblekage med smørstegt rasp og syltetøj
- Rødgrød
- Kogt torsk med sennepssovs eller smørsovs, hakkede æg, peberrod, stegte bacontern og kogte kartofler m.m. (se ovenfor under Nytårsaften)
- Stegte sild med løgsovs
- Stegt and, gås eller flæskesteg med æbler, svesker, brunede kartofler, rødkål og brun sovs
- Hakkebøf
- Frikadeller
- Medisterpølse

I bondekøkkenet i hele middelalderen og frem til midt i 1800-tallet var hovedbestanddelene rugbrød og øl, hvilket også var tilfældet i resten af Nord- og Mellemeuropa. Selv om brugen af rugbrød og øl har ændret sig markant siden, og ingen af delene er særligt danske, hører de stadig til en vigtig del af det danske køkken. Helt uundværligt ved det store kolde bord.
Kærnemælkskoldskål er en dansk, yderst populær og udpræget sommerforfriskelse. Den første kendte opskrift er fra 1927.
Opskrifterne fra Karolines Køkken har spillet en rolle for dansk madkultur. Kogebøgerne Karolines Køkken 1-8 blev husstandsomdelt fra 1980-2001 for at øge salget af smør og fløde. Ifølge kulturhistoriker Niels Kayser Nielsen var kogebøgerne med til at øge interessen for "tre-retteren" for venner og kollegaer om fredagen eller lørdagen, hvor man så afprøvede nye Karoline-opskrifter. Flere af Karoline-retterne er blevet klassikere, og varemærket "Koen Karoline" blev et verdenskendt logo og synonym med kvalitetsprodukter fra de danske mejerier.

### Fokus på enkelte fødevarer
Danskerne har på verdensplan det største eller et af de største forbrug af kød: over 100 kg pr. indbygger årligt.
Selvom kartoflen (og særligt kogte kartofler) regnes for en vigtig del af danskernes kost, er forbruget pr. indbygger i gennemsnit kun på 73 kg om året, hvilket er under det europæiske gennemsnit.

### Aftensmaden – retter og sammensætning
Kødretter dominerer danskernes aftensmad viser tal fra Danmarks Fødevareforsknings kostundersøgelse 2000-2002. I alle aldersgrupper er enten "kylling" eller "gryderet/kødsovs" den hyppigste eller næsthyppigste aftensmad.
Til den varme aftensmad foretrækker danskerne kogte kartofler, der spises oftere end alle andre slags tilbehør og mere end dobbelt så ofte som pasta og ris.

## Trends

### Madlavning: fra færdighed til hobby
Samtidig med at salgstallene for flotte kogebøger er steget og steget, laves der mindre og mindre mad fra grunden i de danske køkkener. Husmoderen og hendes færdigheder er på godt og ondt næsten forsvundet. Mens færre behersker de grundliggende madlavningsfærdigheder, er der måske en tendens til, at nogle få tager madlavningen op og dyrker den som en hobby eller måske ligefrem en kunst.

### Det nye nordiske køkken
Ny nordisk mad var en treårig projektgruppe under Nordisk ministerråd, der fra 2007-2009 finansierede forskellige projekter med det mål at skabe et regionalt køkken, der
| „ | i kraft af sin velsmag og egenart kan måle sig med de største køkkener i verden | “ |
|   | — citat fra projektets manifest                                                 |   |

Det skal ske ved at bruge lokale, bæredygtigt producerede råvarer af lav forarbejdningsgrad og formidle om deres oprindelse i Norden. Maden skal være sund, samtidig velsmagende og skal "forene nordiske tilberedningsmetoder med nye impulser udefra". Den kendte madentrepenør Claus Meyer er del af projektets styregruppe.
De foreløbige resultater fra en undersøgelse fra Forskningscenter OPUS på Københavns Universitet foretaget i 2011 viser, at maden fra det nordiske køkken er mere slankende end det, som mange danskere spiser i hverdagen. Der er flere grøntsager, mindre kød, mere fisk og fuldkorn og mindre fedt i den nordiske mad.

## Kritik
Den danske madkultur kritiseres undertiden stærkt af gastronomer og – uafhængigt deraf – af ernæringseksperter. Forfatteren og historikeren Søren Mørch har karakteriseret det danske køkken som et "affaldskøkken" af fed, sød og ukrydret "babymad", hvor mælkesmag og sødt er de centrale elementer. Han mener, at denne smag opstod, fordi en eksportrettet dansk fødevaresektor gjorde danskerne til "afløbsrende" for de produkter, der blev til overs, når bacon og smør var solgt udenlands. Skummetmælk, kødrester, som kun er velegnet til hakning, og erstatningsproduktet margarine er produkter, som Søren Mørch betegner som rester. Uafhængigt af denne kritik af retter og måltider fra kulinarisk og kulturelt hold kritiseres også det ernæringsmæssige i f.eks. forholdet mellem kød, tilbehør og salat på tallerkenen. Ernæringsoplysning forsøger, at få danskerne til at blive sundere ved at spise mindre kød, fedt og sukker, men flere grove grønsager. I stedet for en sundere ernæring bliver resultatet dog ofte dårlig samvittighed og et syn på maden, som noget der blot er det korrekte brændstof for kroppens maskineri.

## Historisk udvikling

### Før 1860: bondekøkken med åbent ildsted
Indtil begyndelsen af den industrielle revolution i Danmark omkring 1860 levede størstedelen af befolkningen på landet og ernærede sig med, hvad der kunne dyrkes, fanges og opdrættes der. Det var en udfordring at samle tilstrækkeligt forråd til vinteren, og i bondekøkkenet var der ikke overskud til en egentlig kogekunst. Kun en lille overklasse havde overskud, tilgang til bredt udvalg af fødevarer og inspiration fra udlandet, til at der var tale om egentlig kogekunst. På landet spiste man rugbrød og grød, ganske få grøntsager, f.eks. grønkål og ganske lidt saltet eller røget svinekød (fersk kød var en sjælden luksus). Suppen gule ærter var også almindelig. Alt var hjemmelavet: rugbrød blev typisk bagt månedligt, og hvert år blev en gris slagtet og saltet og røget. Hvis der var køer, blev der lavet ost af mælken og kærnet smør af fløden på gården. Resten blev brugt til forskellige typer grød (at drikke mælk er først blevet almindeligt lang tid senere). Køerne gav næsten kun mælk om sommeren, og manglen på køleteknik betød, at mælk var en mangelvare resten af året. Desuden skulle bonden ofte bruge smørret som landgildeydelse (naturalieskat til godsejeren). Den første kogebog der kendes i Danmark er Libellus De Arte Coquinaria fra omkring år 1300, som er en del af et større manuskript af Henrik Harpestreng.

### Industrialiseringen: Fra åbent ildsted til brændekomfur
Den tiltagende industrialisering i Danmark fra midten af 1800-tallet betød, at flere og flere flyttede fra land til by. Landbruget, som langt størstedelen af befolkningen var beskæftiget i, intensiveredes og omlagdes i denne periode radikalt: Før havde man været stort set selvforsynende, og det daglige arbejdes mål var at opbygge forråd til eget brug. Man gik over til produktion til afsætning på et større marked (pengeøkonomi) – en udvikling tæt knyttet til andelsbevægelsens nye mejerier og slagterier. For de tjente penge kunne købes fødevarer, man ikke selv producerede, men også redskaber. Af disse var især brændekomfuret af støbejern af betydning – det var brændselssparende og arbejdssparende og gav nye madlavningsmuligheder. Hvor man før kun havde én gryde over ildstedet, medførte brændekomfuret, der havde flere kogesteder, ovn og vandgryde, mulighed for at sammensætte måltider af forskellige dele, f.eks. flæskesteg, kartofler og sovs. Dets ovn gjorde det muligt at bage små brød, kager og småkager. Omkring århundredeskiftet 1900 havde brændekomfuret afløst det åbne ildsted og var almindeligt overalt. I de borgerlige hjem udfoldede der sig i perioden ca. 1880-1910 ifølge madhistorikeren Else-Marie Boyhus en dansk kogekunst, hvorfra mange traditionelle danske madretter stammer. I det borgerlige køkken var stegen idealet, men også retter med hakket kød blev mere udbredte – stærkt hjulpet af de første kødhakkemaskiner. De lettede den manuelle kødhakning med kniv betragteligt og gjorde frikadeller, hakkebøf, leverpostej og medisterpølse til mere almindelige retter. I midten af 1800-tallet begyndte danskerne også at benytte hvede til brød i stedet for rug. Brød til morgenmaden skulle i den pæne familier nu være lyst. Det opvoksende borgerskabs kultur omfattede også nye normer for bordskik og hygiejne. Hvor man før havde siddet ved langbord på bænke og spist grød fra samme fad med personlig kniv og ske, blev der nu indført tallerkner og glas til hver. Egen stol ved bordet og bestik – som nu også skulle omfatte gaflen – blev en del af borddækningen. Selvom borgerskabet i perioden kom til at omfatte en større del af befolkningen, var det næppe mere end et mindretal, der kunne følge denne fine madkultur, og de fleste havde ret begrænset adgang til fødevarer som kød, mælk og smør.

### Første halvdel af det 20. århundrede
Omkring århundredeskiftet 1900 begyndte den forudgående tids industrialisering at slå igennem på den brede befolknings spisemønstre:
1) Mere kød. De nye effektive transportmidler (dampskibe, jernbaner) havde gjort dansk korn ukonkurrencedygtigt til fordel for amerikansk og russisk. Det tvang det danske landbrug, der i de forudgående år havde levet godt af korneksport, til en radikal omstilling – fokus blev fra 1880erne flyttet fra korn til animalske produkter (men især smør og flæsk). Store mængder flæsk blev eksporteret, men det var ikke alt, der kunne afsættes i udlandet. Den store mængde restudskæringer blev afsat på hjemmemarkedet, og fersk kød, der før havde været forbeholdt de rigeste eller særlige lejligheder, nåede ud til en bredere befolkning end tidligere. Kødhakkemaskinen blev hvermandseje, og retter med kødfars blev udbredte.
2) Frokostmadpakken erstatter den varme middagsmad, og middagsmaden bliver gradvist et aftensmåltid. Mange var flyttet til byerne for at blive arbejdere. De havde lange arbejdstider (13 timer i 1870) og så lange pauser, at de kunne nå hjem og spise varm middagsmad. Efterhånden blev både arbejdstiden og pauserne forkortet, så det blev upraktisk at tage hjem i pausen. Derfor forskød flere og flere den varme middagsmad til efter arbejdstid og spiste madpakke på arbejdet. Den i starten lidt triste nødvendighed i at spise koldt midt på dagen førte langsomt til en holdningsændring, der næsten romatiserer rugbrødsmadderne. Udviklingen fortsætter indtil 1950'erne, hvor det almindelige måltidsmønster er koldt midt på dagen og varmt om aftenen.
3) Fald i hjemmeproduktionen af mad. Industialiseringen og nye behov medførte langt større udvalg af forarbejdede fødevarer og fald i hjemmeproduktion: Rugbrødet, der for mange stadig var hovedernæringskilde (og havde en standardvægt på 4 kg), blev i større og større omfang bagt på fabrikker og i fællesbagerier i stedet for hjemme. Leverpostej, der før blev lavet hos viktualiehandlerne, blev i årene op til Første Verdenskrig i stærkt stigende grad fabriksfremstillet. Den var blevet et nationalpålæg og var en god forretning, da den blev lavet af svineudskæringer som lever, der ikke let kunne eksporteres.
Danmark led ikke så meget under Første Verdenskrig som andre lande og kunne pga. neutraliteten forsyne de krigsførende parter med bl.a. heste og levnedsmidler. Krigens begrænsede verdenshandel og stigende danske eksport medførte vareknaphed, og det fik regeringen til at indføre rationering i 1917. Den blev ophævet i 1921. Eksporten medførte også, at nogle få danskere blev meget rige. "Gullaschbaronerne" tjente godt på umoralsk aktiehandel eller på at sælge dåsegullasch af tvivlsom kvalitet til den tyske hær.
Mellemkrigstiden var præget af folkeoplysning om hygiejne og ernæringslære, der kom i kølvandet på videnskabens nye erkendelser som opdagelsen af vitaminerne. Ifølge flere historikere var der en tendens til kedelig, men (efter tidens normer) ernæringsrigtig mad, og borgerskabets madkultur (se afsnittet ovenfor) blev ikke videreudviklet og fik ikke fæste i større befolkningskredse. Kristine Marie Jensen, forfatteren af den kendte Frøken Jensens Kogebog fra 1901, var med til at stadfæste dette ved bl.a. at bringe opskrifter på et større antal "snyderetter" som forloren hare, der ikke er lavet af hare, men af hakket kalv og flæsk samt et systematisk forbrug af margarine i stedet for smør og brug af få krydderier.
Det højt belagte smørrebrød blev i begyndelsen af 1900-tallet populært ved sammenkomster uden for hjemmet. Denne danske specialitet var "opfundet" i 1880'erne på restauranterne Oskar Davidsen og Divan 2 hos Fru Nimb. Det kan karakteriseres som festudgaven af almindelige madder og blev i modsætning til dem kun lavet i professionelle køkkener af smørrebrødsjomfruer. En anden nyhed i Danmark fra tiden omkring århundredeskiftet er øl på flaske. Flaskernes udseende har ikke ændret sig væsentligt siden da. På dette tidspunkt findes der en lang række regionale bryggerier.

### 1950'erne
Rationeringen af fødevarer blev ophævet 1952, men der var stadig mangel, og kød var dyrt – især kyllinger. Få havde køle- eller fryseskab, så maden blev indkøbt dagligt og var udpræget årstidsafhængig. Ud over danske råvarer var stort set kun kaffe, te, appelsiner og bananer tilgængelige. Økonomien var fortsat en begrænsende faktor i madlavningen, og mad udgjorde en stor post i husholdningsbudgettet, nemlig 30% af den disponible indkomst. Det var altså en vigtig egenskab for husmoderen at være sparsommelig – med de indskrænkelser i madlavningen det havde til følge. Til sammenligning er forbruget af fødevarer, tobak og drikkevarer i mellemtiden droslet helt ned på ca. 12% af de danske husholdningers disponible indkomst (2005).

### Velstandsstigning i 1960'erne
Især to faktorer prægede udviklingen i madkulturen i denne periode. Den ene var velstandsstigningen, der fra slutningen af 50'erne til begyndelsen af 70'erne gav mulighed for anskaffelse af husholdningsudstyr (bl.a. køleskab) og for større forbrug af dyre fødevarer (mest markant: kød). Den anden var kvindernes indtog på arbejdsmarkedet, der betød mindre tid til madlavning. Resultatet blev en drejning væk fra det sparsommelige, men tidskrævende, gammeldags danske køkken med dets mange grove grøntsager, rugbrød og kun ganske lidt kød.
Flere og flere fik overskud og interesse for kogekunst og gastronomi. Interessen blev forstærket på ferierejser til Sydeuropa, i TV-programmer, bøger, aviser og det år for år større antal af nye importerede fødevarer. Irma markedsførte udenlandske specialiteter og var med til at gøre bl.a. vin til et udbredt forbrugsgode. Inspiration til anvendelsen af de nye muligheder, kunne hentes på TV, hvor de sparsommelige og praktiske "husholdningslærerinder" skiftedes ud med karismatiske "mesterkokke". Og mejerierne gennemførte en meget effektiv kampagne for deres produkter bl.a. under slogan som "Det er smørret der gør'et" og "Brug smør – det gør vi" (TV-kokkene Conrad Bjerre Christensen og Aksel). Karolines Køkken åbnedes i 1962 med det formål at øge mejeriernes afsætning vha. kampagner og kogebøger. Samtidig udvidede mejerierne deres sortiment voldsomt med bl.a. syrnede mælkeprodukter (yoghurt og ymer), og salget af disse steg kraftigt fra næsten ingenting. Dette blev hjulpet af, at det i 1964 blev tilladt at tilsætte frugt i de syrnede produkter.

### 1970'erne
70'erne var præget af et ekstremt voksende kødforbrug (på 40% alene i 70'erne). Kødkvaliteten steg også, hvilket kan tilskrives de nye supermarkeders centralisering, effektive logistik og kvalitetspolitik, der gjorde det muligt at skaffe langt mere godt kød. "Bøfkød" af høj kvalitet var blevet tilgængeligt for den voksende middelklasse i supermarkederne, og pandestegningen havde den fordel, at det gik hurtigt og ikke krævede en hjemmegående husmor.
Bøfferne blev spist efter amerikansk forbillede med bagekartoffel med dip og amerikansk salatbord med bl.a. icebergsalat (salatbordet blev meget populært i slutningen af 70'erne). Lasagne (Garfield), pizza, grillkyllinger, burgere og chile con carne kom også til Danmark via USA – på trods af, at nogle af dem som bekendt har rødder i Italien.
Selv om det ikke var tilfældet, at de gamle danske retter forsvandt som sådan, så ændrede mængdeforholdene sig på tallerknen: Hvis man f.eks. tidligere havde spist flere kartofler per frikadelle, var tendensen nu flere frikadeller per kartoffel. Forbruget af grove grøntsager, der kræver relativ lang tilberedningstid, gik tilbage. Forbruget af ris og pasta steg lidt, men kartoflen forblev det vigtigste tilbehør.
Udviklingen blev ikke af alle set som fremskridt. Nedlæggelse af små specialbutikker til fordel for supermarkeder (i 1971 styrkedes supermarkedernes position yderligere, da bymejeriernes mælkesalgsmonopol fra 1940 faldt), fødevarebranchens industrialisering og den nye kød- og fedtrige mad blev kritiseret af en række græsrodsbevægelser. Økologi, vegetarisme og sund mad blev diskuteret. Et af resultaterne heraf var letmælken, som kom på markedet i 1973.

### 1980'erne
1970'ernes lavkonjunktur med de to oliekriser mundede ud i en historisk høj arbejdsløshed i 1982. Firserne, der også fik tilnavnet fattigfirserne, var præget af arbejdsløshed, opstramning (se Kartoffelkuren), nedskæringer og besparelser, der tydeligt var at mærke for forbrugerne. Disse forhold fik danskernes prisbevidsthed til stige – også på madområdet: Discountbølgen slog igennem (i Danmark åbnede Aldi i 1977; Fakta og Netto i 1981), og dette segment erobrede solide markedsandele.
En anden tendens var den fokus på individet, der fandt sted i 1980'erne og afløste de mere fællesskabsorienterede bevægelser i 70'erne. Det blev moderne og almindeligt at spise ude og at gå på café. Fedme blev til et lavstatussymbol, og reklamer for fødevarer begyndte at tale til folks dårlige samvittighed. Et stigende antal danskere kom til at lide af anoreksi eller bulimi. 
En række nye ord beskriver firsernes madkultur: Ordet fastfood, der blev brugt første gang på dansk i 1977, da Burger King kom til Vesterbrogade i København, efterfulgt af McDonald's (første afdeling i Danmark i 1981) og grillbarer. Lørdagskylling – en færdigparteret og ovnklar kylling var fra 1982 et stort hit – nem og til en pris, så man også kunne spise den på en lørdag eller til hverdag (før havde kylling været ret eksklusivt – søndagsmad). Minutsteak (1985) var et andet nyt salgsord, der beskriver kundernes ønske om hurtig og nem mad.
I 1985 blev den første landsdækkende kostundersøgelse gennemført, og den viste bl.a., at de populæreste middagsretter hed frikadeller, medisterpølse og hakkebøf – altså ikke ligefrem nye retter, der udnyttede det store udvalg af tilgængelige eksotiske fødevarer (i den nyeste kostundersøgelse fra 2000 har dette i øvrigt ikke ændret sig). Selvom retterne hed de samme som tidligere, fremgår det af salgstal, at sammensætningen på tallerknen havde ændret sig markant fra før velstandsstigningen: Mere kød og mindre kål og kartofler. Det brede udvalg af fødevarenyheder blev mest udnyttet i weekenden, hvor et typisk festmåltid var rejecocktail med icebergsalat og thousand island-dressing, minutsteak og bagekartoffel.

## Danske nationalretter
Daværende fødevareminister Dan Jørgensen var ophavsmand til en afstemning om en dansk nationalret i 2014.
»Stegt flæsk« fik 27.893 stemmer og fik dermed en klar førsteplads over »smørrebrød« med 17.041 stemmer.
De bedst placerede nationalretter ved afstemningen var:
- Stegt flæsk (27.893 stemmer) 44,1%
- Smørrebrød (17.041 stemmer) 26,9%
- Hakkebøf (7.625 stemmer) 12,1%
- Karbonade (3.406 stemmer) 5,4%
- Brændende kærlighed (2.423 stemmer) 3,8%
- Æbleflæsk (2.276 stemmer) 3,6%
- Stegte sild (2.113 stemmer) 3,3%
- Svinekotelet (486 stemmer) 0,8%